# Vancouver Olympic/Paralympic Centre
Het Vancouver Olympic/Paralympic Centre is een cultureel centrum en een curlingbaan in Hillcrest Park in Vancouver. De bouw werd in maart 2007 gestart en in krap twee jaar voltooid. Gedurende de Olympische Winterspelen 2010 zal het stadion het onderdeel curling huisvesten. Het stadion heeft een capaciteit van 6000 mensen. Na de Spelen zal het centrum worden verbouwd, om het voor andere doeleinden geschikt te maken.
In maart 2009 werden er de Wereldkampioenschappen curling voor junioren gehouden.